# Praos
Praos – rodzaj skorków z rodziny skorkowatych i podrodziny Ancistrogastrinae.
Skorki te mają lekko przypłaszczone ciało. Ich gładka głowa ma wykrojoną krawędź tylną i smukłe czułki. Skrócone pokrywy (tegminy) mają silne listewki podłużne, biegnące wzdłuż całych bocznych krawędzi oraz ścięte krawędzie tylne. Pokrywy nie stykają się ze sobą, odsłaniając tym sposobem obszerną tarczkę śródplecza. Tylna para skrzydeł jest całkowicie zanikła.  Odnóża są długie i smukłe. Silnie spłaszczony odwłok ma na bokach segmentu piątego, szóstego i siódmego mniejsze lub większe kolce. U samca ostatni tergit odwłoka jest krótki i poprzeczny. Przedostatni sternit ma tylną krawędź z płatami lub kolcami w kątach tylno-bocznych. Przysadki odwłokowe (szczypce) u samic są prostej budowy i nieuzbrojone, natomiast u samców mają zwykle jeden lub więcej zębów na wewnętrznych krawędziach ramion, jednak żaden z zębów nie leży w ich częściach nasadowo-bocznych. Narządy genitalne samca cechują paramery zewnętrzne umiarkowanie krótsze od stosunkowo długiej płytki centralnej.
Przedstawiciele rodzaju zamieszkują krainę neotropikalną.
Rodzaj ten wprowadzony został w 1907 roku przez Malcolma Burra. Nazwa rodzajowa pochodzi od greckiego πραος, oznaczającego „potulny”. Należy doń 7 opisanych gatunków:
- Praos alfari (Borelli, 1906)
- Praos biolleyi (Borelli, 1907)
- Praos curiosus Steinmann, 1990
- Praos intermedius (Burr, 1900)
- Praos paulensis (Moreira, 1932)
- Praos perdita (Borelli, 1906)
- Praos robustus Borelli, 1911